# Danny Brown
Daniel Dewan Sewell (nascido em 16 de março de 1981), mais conhecido como Danny Brown, é um rapper e cantor americano. Ele foi descrito pela MTV em 2011 como "uma das figuras mais singulares do rap na memória recente".
Após acumular diversas mixtapes, Brown lançou seu primeiro álbum de estúdio, The Hybrid (2010). Ele ganhou grande reconhecimento após o lançamento de seu sucessor XXX (2011), que recebeu elogios da crítica e o levou a ser nomeado "Artista do Ano" pela Spin e pelo Metro Times. Seu terceiro álbum de estúdio, Old (2013) alcançou a posição 18 na parada US Billboard 200 e gerou os singles "Dip", "25 Bucks" e "Smokin & Drinkin". Seus quarto e quinto álbuns de estúdio, Atrocity Exhibition (2016) e U Know What I'm Sayin? (2019), foram recebidos com aclamação crítica contínua. Seu álbum de estúdio colaborativo com JPEGMafia, Scaring the Hoes, e seu sexto álbum de estúdio, Quaranta, foram ambos lançados em 2023.

## Discografia
Álbuns de estúdio
- The Hybrid (2010)
- XXX (2011)
- Old (2013)
- Atrocity Exhibition (2016)
- U Know What I'm Sayin? (2019)
- Quaranta (2023)

Álbuns colaborativos
- Scaring the Hoes com JPEGMafia (2023)

## Filmografia
- White Boy Rick (2018)

## Prêmios
| Ano  | Prêmio        | Categoria              | Obra                   | Resultado |
| ---- | ------------- | ---------------------- | ---------------------- | --------- |
| 2013 | Woodie Awards | Best Video             | "Grown Up"             | Venceu    |
| 2020 | Libera Awards | Best Hip-Hop/Rap Album | U Know What I'm Sayin? | Venceu    |